# Aleurolonga
Aleurolonga is een geslacht van halfvleugeligen (Hemiptera) uit de familie witte vliegen (Aleyrodidae), onderfamilie Aleyrodinae.
De wetenschappelijke naam van dit geslacht is voor het eerst geldig gepubliceerd door Mound in 1965. De typesoort is Aleurolonga cassiae.

## Soort
Aleurolonga omvat de volgende soort:
- Aleurolonga cassiae Mound, 1965